# Connie Talbot
Connie Victoria Elizabeth Talbot (Streetly, 20 novembre 2000) è una cantante britannica.

## Carriera
Talbot è diventata famosa nel 2007 partecipando al talent britannico Britain's Got Talent e arrivando alle finali, dove è stata battuta dal cantante lirico Paul Potts. Talbot adorava guardare Il mago di Oz con sua nonna ed era stata colpita in particolare dalla canzone Over the Rainbow, che ha cantato anche al funerale della nonna e a Britain's Got Talent.
Ha pubblicato il suo album di debutto Over the Rainbow il 26 novembre 2007. L'album è stato ripubblicato il 18 giugno 2008 con nuove tracce. Il primo singolo tratto dalla riedizione è stata una cover della canzone Three Little Birds di Bob Marley, pubblicata il 10 giugno 2008. Nonostante le critiche negative, Over the Rainbow ha venduto più di 250 000 copie e raggiunto la posizione numero uno in tre stati.
Talbot si è esibita pubblicamente e in televisione in Europa, negli Stati Uniti e in Asia, dove la sua musica aveva ottenuto buona popolarità attraverso YouTube. Il suo secondo album, Connie Talbot's Christmas Album è stato pubblicato il 24 novembre 2008. Il terzo, Holiday Magic, è stato pubblicato alla fine del 2009. Il quarto si intitola Beautiful World ed è stato pubblicato il 26 novembre del 2012.

## Discografia

### Album
- 2007 – Over the Rainbow
- 2008 – Connie Talbot's Christmas Album
- 2009 – Holiday Magic
- 2012 – Beautiful World
- 2016 – Matters to Me

### EP
- 2014 – Gravity

### Singoli
- 2007 – Somewhere Over the Rainbow
- 2008 – Three Little Birds
- 2009 – I Will Always Love You
- 2016 – Shut Up